# Apterostigma
Apterostigma is een geslacht van vliesvleugelige insecten van de familie Mieren (Formicidae).

## Soorten
- A. acre Lattke, 1997
- A. ancilonodum Lattke, 1997
- A. andense Lattke, 1997
- A. angustum Lattke, 1997
- A. auriculatum Wheeler, W.M., 1925
- A. avium Lattke, 1997
- A. bolivianum Weber, 1938
- A. bruchi Santschi, 1919
- A. calverti Wheeler, W.M., 1911
- A. callipygium Lattke, 1997
- A. carinatum Lattke, 1997
- A. collare Emery, 1896
- A. convexum Lattke, 1997
- A. chocoense Lattke, 1997
- A. dentigerum Wheeler, W.M., 1925
- A. depressum Lattke, 1997
- A. dorotheae Weber, 1937
- A. epinotale Weber, 1937
- A. fallax Borgmeier, 1934
- A. goniodes Lattke, 1997
- A. ierense Weber, 1937
- A. jubatum Wheeler, W.M., 1925
- A. madidiense Weber, 1938
- A. manni Weber, 1938
- A. mayri Forel, 1893
- A. megacephala Lattke, 1999
- A. mexicanum Lattke, 1997
- A. moelleri Forel, 1892
- A. pariense Lattke, 1997

- A. peruvianum Wheeler, W.M., 1925
- A. pilosum Mayr, 1865
- A. reburrum Lattke, 1997
- A. robustum Emery, 1896
- A. scutellare Forel, 1885
- A. serratum Lattke, 1997
- A. spiculum Lattke, 1997
- A. steigeri Santschi, 1911
- A. tachirense Lattke, 1997
- A. tholiforme Lattke, 1997
- A. tramitis Weber, 1940
- A. trapeziforme Lattke, 1997
- A. tropicoxa Lattke, 1997
- A. turgidum Lattke, 1997
- A. urichii Forel, 1893
- A. wasmannii Forel, 1892